# Ptiliogonys
Ptiliogonys är ett släkte i familjen silkesflugsnappare inom ordningen tättingar. Släktet omfattar endast två arter som förekommer i Centralamerika:
- Grå silkesflugsnappare (P. cinereus)
- Långstjärtad silkesflugsnappare (P. caudatus)